# Чајлије (Брезовица)
Тврђава Градиште-Чајлије је један од споменика културе у Републици Србији. Налази се на простору насеља Брезовица, Општине Штрпце, на крајњем југу Републике Србије. 
На врху Чајлије, изнад ушћа Пиљевачког потока у Лепенац, уочава се град са два појаса утврђења. Град је данас потпуно у рушевинама, али се уочавају остаци донжон куле, као и обриси других грађевина. Прилаз граду, на најприступачнијем месту, са северне стране, био је заштићен кулом. Од ње се пружа бедем, са још једном кулом од које је био подигнут одбрамбени зид који се спуштао у подножје брда, према реци Лепенац.